# Brachychthonius pius
Brachychthonius pius är en kvalsterart som beskrevs av Johann Wilhelm Karl Moritz 1976. Brachychthonius pius ingår i släktet Brachychthonius och familjen Brachychthoniidae. Inga underarter finns listade.